# Guerre illiriche
Le guerre illiriche furono le quattro guerre combattute dai Romani in Illiria, tra il 230 a.C. ed il 33 a.C., prima per debellare la pirateria e successivamente per la conquista della regione.